# Erol Afşin
Erol Afşin (* 1989 in Adana, Türkei) ist ein türkischer Schauspieler, Drehbuchautor und Regisseur, der vorwiegend deutschsprachig arbeitet.

## Leben
Seinen ersten Bühnenauftritt hatte er im Ballhaus Naunynstraße in der Saison 2010/11 in Nurkan Erpulats Verrücktes Blut. Das Stück spielte auf nationalen und internationalen Bühnen und wurde 2011 als „Deutschsprachiges Stück des Jahres“ von Theater heute ausgezeichnet.
Erol Afsin spielte 2011 im australischen Kurzfilm The Palace die Hauptrolle des Omer Argun. Der Film wurde unter der Regie von Anthony Maras auf Zypern gedreht und markierte Afsins erste Rolle vor der Kamera. Nach diesen zwei Produktionen wurde er im April 2011 an der Folkwang Universität der Künste für das Fach Schauspiel aufgenommen. Außerdem studierte er 2013/14 am staatlichen Konservatorium in Istanbul.
Während des Studiums stand er in dem französischen Film Mustang vor der Kamera. Der Film feierte seine Weltpremiere bei den Internationalen Filmfestspiele von Cannes 2015 und war bei den Oscars für den besten fremdsprachigen Film nominiert. Kurz nach seinem Abschluss spielte Erol unter der Regie von Züli Aladağ für den WDR-Fernsehfilm Die Opfer – Vergesst mich nicht. Außerdem stand er an der Seite von Til Schweiger für den Tatort-Kinofilm Tschiller: Off Duty vor der Kamera. In der 5. Staffel der US-Serie Homeland spielte er die wiederkehrende Rolle als Utku.
Im Jahr 2017 spielte Erol Afsin zusammen mit Edin Hasanović eine der Hauptrollen im TV-Mehrteiler Brüder. Diese Produktion markierte seine zweite Zusammenarbeit mit Züli Aladağ. Brüder wurde als bester Mehrteiler beim Deutschen Fernsehpreis ausgezeichnet.
Im Jahr 2018 war Afsin neben Golshifteh Farahani und Emmanuelle Bercot im französischen Film Les filles du Soleil zu sehen, der von Eva Husson gedreht wurde. Die Dreharbeiten fanden in Georgien statt. Der Film feierte seine Weltpremiere im Wettbewerb des Cannes Film Festivals. Im gleichen Jahr spielte Afsin gemeinsam mit Saadet Işıl Aksoy die Hauptrolle im Drama SAF von Ali Vatansever, eine türkisch-deutsch-rumänische Koproduktion. Der Film feierte seine Weltpremiere auf dem Toronto International Film Festival.
Afsin übernahm in der ZDFneo-Dramaserie WIR aus dem Jahr 2021 eine der Hauptrollen als Emre Karagöz, der als Grundschullehrer arbeitet. Im Jahr 2022 verkörperte er in der Serie The Turkish Detective von Paramount+ die Rolle des IT-Nerds Tarik Sanver an der Seite des türkischen Schauspielers Haluk Bilginer. Die Serie, die die erste Produktion von Paramount+ und Miramax ist, besteht aus acht Episoden und wurde auf Englisch in Istanbul gedreht. Die Regie übernahm Niels Arden Oplev, der durch Verblendung bekannt wurde.
Im Jahr 2022 hatte Afsin sein Regie- und Drehbuchdebüt mit Es brennt. Der Film wird von Kida Khodr Ramadan und Halima Ilter in den Hauptrollen getragen und basiert auf wahren Ereignissen. Christoph Fisser (Studio Babelsberg) produzierte den Film mit.
Erol Afsin lebt in Berlin.

## Filmografie
- 2011: The Palace (Kurzfilm)
- 2015: Mustang
- 2015: Homeland (Fernsehserie, 6 Folgen)
- 2016: Tschiller: Off Duty
- 2016: Die Opfer – Vergesst mich nicht (Fernsehfilm)
- 2017: Brüder (Fernsehfilm)
- 2018: Les Filles du Soleil
- 2018: Glaubenberg
- 2021: Heldt (Fernsehserie, Folge An’ne Bude)
- 2021: SOKO Potsdam (Fernsehserie, Folge Odas Geheimnis)
- 2021: Wir (Fernsehserie)